# Moderne Zeiten
Moderne Zeiten (Trad.: "Tempos Modernos") é o quarto álbum da banda alemã Unheilig. Foi lançado no dia 20 de janeiro de 2006 contendo 14 faixas na edição padrão e 16 na edição limitada. A capa do álbum mostra um relógio no centro e metade do rosto de Der Graf na esquerda. A capa faz alusão ao filme O Homem Mosca, e o título, em alusão ao filme Tempos Modernos de Charlie Chaplin.
Seguindo o estilo de álbum conceitual, o tema do álbum são os sonhos e seus significados. 

## Lista de Faixas
| N.º            | Título                          | Duração |  |
| 1.             | "Das Uhrwerk"                   | 1:11    |  |
| 2.             | "Luftschiff"                    | 6:05    |  |
| 3.             | "Ich will alles"                | 3:49    |  |
| 4.             | "Goldene Zeiten"                | 4:19    |  |
| 5.             | "Helden"                        | 4:23    |  |
| 6.             | "Astronaut"                     | 4:19    |  |
| 7.             | "Phönix"                        | 3:38    |  |
| 8.             | "Lass uns Liebe Machen"         | 4:14    |  |
| 9.             | "Horizont"                      | 5:16    |  |
| 10.            | "Sonnenaufgang"                 | 4:15    |  |
| 11.            | "Gelobtes Land"                 | 4:44    |  |
| 12.            | "Menschenherz"                  | 4:52    |  |
| 13.            | "Mein Stern"                    | 5:27    |  |
| 14.            | "Moderne Zeiten" (Instrumental) | 4:49    |  |
| Duração total: | Duração total:                  | 1:01:25 |  |

### Faixas da Edição Limitada
| N.º            | Título                          | Duração |  |
| 1.             | "Das Uhrwerk"                   | 1:11    |  |
| 2.             | "Luftschiff"                    | 6:05    |  |
| 3.             | "Ich will alles"                | 3:49    |  |
| 4.             | "Goldene Zeiten"                | 4:19    |  |
| 5.             | "Helden"                        | 4:23    |  |
| 6.             | "Astronaut"                     | 4:19    |  |
| 7.             | "Phönix"                        | 3:38    |  |
| 8.             | "Lass uns Liebe Machen"         | 4:14    |  |
| 9.             | "Horizont"                      | 5:16    |  |
| 10.            | "Sonnenaufgang"                 | 4:15    |  |
| 11.            | "Gelobtes Land"                 | 4:44    |  |
| 12.            | "Menschenherz"                  | 4:52    |  |
| 13.            | "Sonnentag"                     | 3:03    |  |
| 14.            | "Tag für Sieger"                | 5:25    |  |
| 15.            | "Mein Stern"                    | 5:27    |  |
| 16.            | "Moderne Zeiten" (Instrumental) | 4:49    |  |
| Duração total: | Duração total:                  | 1:01:25 |  |

## Posição nas paradas
| Paradas  | Posição       |
| -------- | ------------- |
| Alemanha | 76 (1 semana) |

## Créditos
- Der Graf - Vocais/Instrumentação/Composição/Letras/Programação/Produção
- Christoph "Licky" Termühlen - Guitarra
- Henning Verlage - Programação [3]